# مومباتي ثوما
مومباتي ثوما (بالإنجليزية: Mompati Thuma)‏ (5 أبريل 1980 بوتسوانا - ) هو لاعب كرة قدم بوتسواني، يلعب كمدافع، شارك في كأس الأمم الأفريقية 2012.

## روابط خارجية
- مومباتي ثوما على موقع قاعدة بيانات كرة القدم.إي يو (الإنجليزية)
- مومباتي ثوما على موقع ناشيونال فوتبول تيمز (الإنجليزية)